# Aggelikī Chatzīmichalī
Aggelikī Chatzīmichalī (in greco Αγγελική Χατζημιχάλη?, reso anche Angelica Chatzimichali; Atene, 1895 – Atene, 4 marzo 1965) è stata una scrittrice e folclorista greca, nota principalmente per i suoi studi sull'arte e sulla tradizione popolare del proprio Paese e per i suoi sforzi nel preservare il patrimonio culturale nazionale.

## Biografia
Nacque nel 1895 a Plaka (quartiere di Atene) ed era la figlia dell'editore e collezionista Alexios Kolyvas (di Zante) e di Sophia Bournia (proveniente da Skyros e Chios). Sposò l'ingegnere Michalis Glitsos dal quale ebbe una figlia di nome Ersi. Il matrimonio con Glitsos durò solo un anno e mezzo. Sposò poi Platona Chatzimichali, dal quale ebbe un figlio, il futuro architetto Nikos Chatzimichali.
Inizialmente si avvicinò alla pittura studiando contemporaneamente l'arte popolare bizantina e quella greca moderna, che furono l'argomento principale del suo lavoro e della sua ricerca. Il suo obiettivo era raccogliere e salvare quanti più elementi possibili della cultura popolare greca. Successivamente collaborò con il Lykeion ton Ellinidon, contribuendo in maniera decisiva nel 1920 alla fondazione di una sua filiale a Smirne mentre contemporaneamente fu inclusa da Ioanna Papantoniou, insieme a Kallirroi Parren e ad altre donne dell'epoca, tra le «donne greche ispiratrici» che lottavano per la conservazione del patrimonio culturale popolare greco e per il collegamento della Grecia antica con quella moderna.
Chatzimichali compì numerosi viaggi in diverse parti della Grecia continentale e insulare raccogliendo prezioso materiale folcloristico che fu la fonte principale delle sue opere. Sia nel 1927 che nel 1930 partecipò all'organizzazione dei Festival Delfici di Angelos Sikelianos ed Eva Palmer. Nel 1928 organizzò lo stand dell'arte popolare all'Esposizione Internazionale di Salonicco e nel 1937 fondò l'Associazione ellenica dell'artigianato (dal 1957, Organizzazione statale dell'artigianato). A partire dal 1954, Chatzimichali dovette affrontare un grave problema di salute che influenzò la sua attività di scrittrice e morì infine il 4 marzo 1965 dopo una lunga sofferenza.

## Opere
Chatzimichali ha pubblicato diversi libri e ricerche relative al folklore greco. Di questi, tra gli altri, spiccano Arte popolare greca-Skyros del 1925, Esempi di decorazione greca del 1929, Sarakatsam del 1957 e soprattutto l'opera in due volumi Costumi nazionali greci.

## Premi e riconoscimenti
Chatzimichali è stata insignita di numerosi premi, tra cui la medaglia d'argento dell'Accademia di Atene nel 1958 e il Premio Purfina assegnatole nel dicembre 1958 dal Gruppo dei Dodici per il suo libro sui Sarakatsani.

## Eredità culturale
Nella casa di Angelica Chatzimichali, opera dell'architetto Aristoteles Zachos, a Plaka, ha sede dal 1980 il Centro di arte e tradizione popolare del Comune di Atene. La strada dove oggi si trova la casa porta il nome della folclorista greca.

## Galleria d'immagini

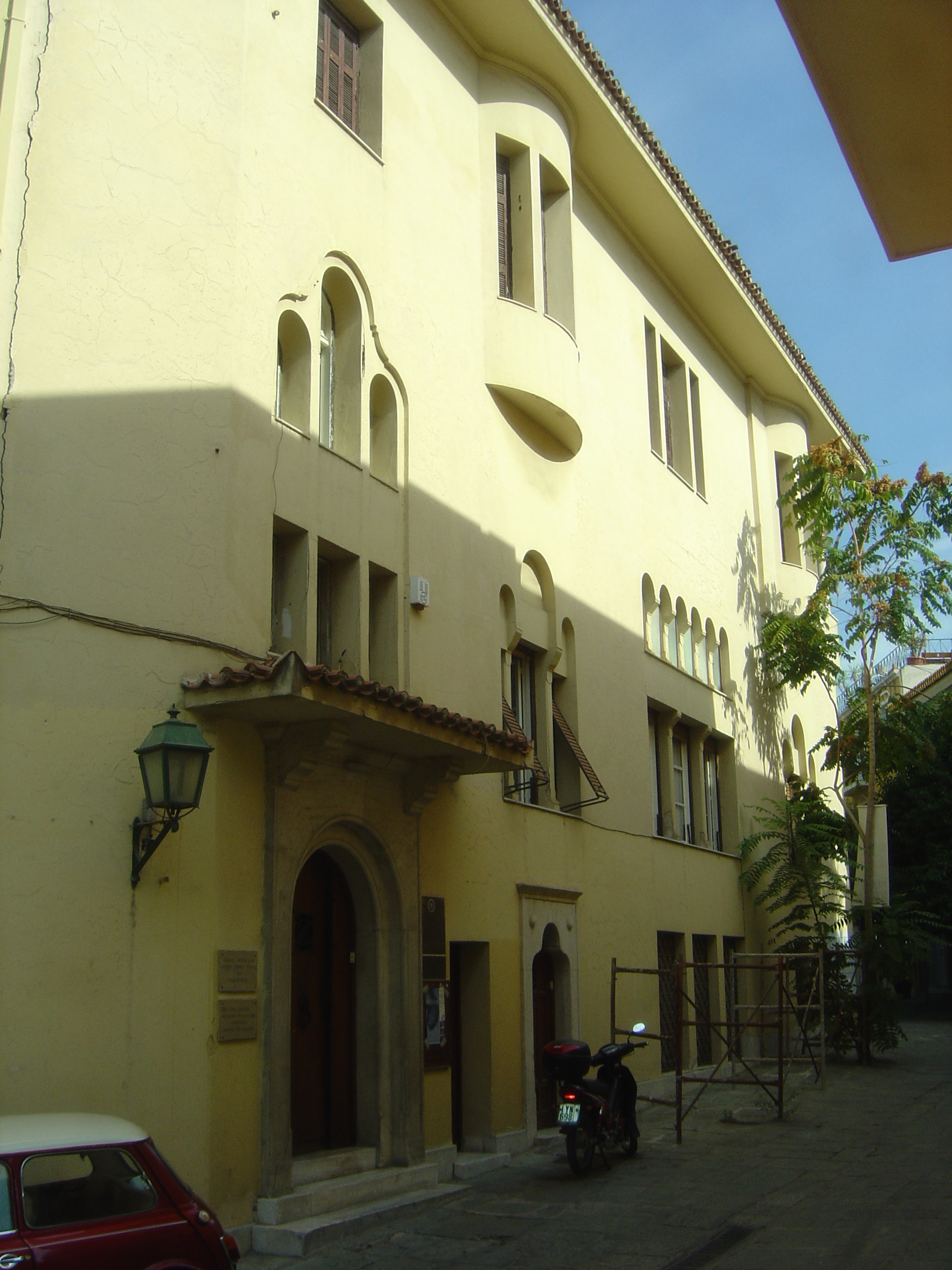
La casa di Aggeliki Chatzimichali a Plaka.
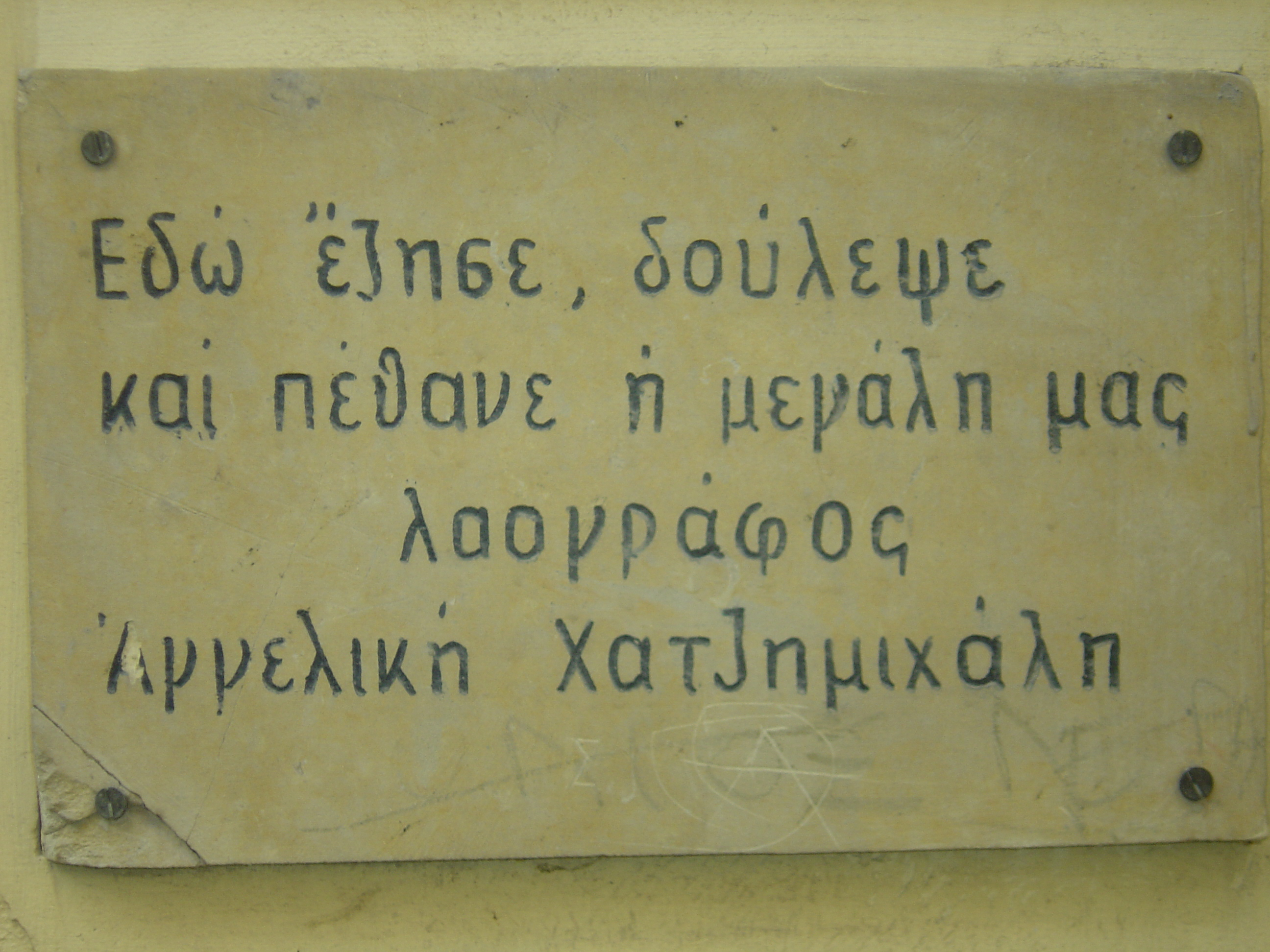
Targa commemorativa nella casa di Aggeliki Chatzimichali a Plaka.